# فرانك ويلز
فرانك ويلز (بالإنجليزية: Frank Wills)‏ هو مهندس معماري أمريكي، ولد في ديسمبر 1822 في إكزتر في المملكة المتحدة، وتوفي في 22 أبريل 1857 في مونتريال في كندا.